# Idioma amahuaca
El amahuaca, conocido también como Yora, es una lengua de la familia pano, caracterizada por su ergatividad como rasgo tipológico principal y la ocurrencia del verbo al final de la oración, como rasgo morfosintáctico notable. Su inventario fonológico se corresponde íntegramente con el de toda la familia pano; emplea 26 grafías y no hay rasgo específico que diferencia la lengua de sus filiadas.
Con 274 personas censadas en 1993; en la actualidad deben ser cerca de 300 personas; más los recientes núcleos de Santa Rosa de Serjalí (Cuzco), y los itinerantes por las cabeceras del río Inuya y el corredor Fizcarraldo, es posible que se pueda hablar de una población de 400 personas. El Centro Pio Aza informa que en Brasil existen cerca de 300 amawaka, y no hay información de su presencia en Bolivia. En Perú se postula la existencia de no más de 500 personas en cinco comunidades establecidas, un pequeño grupo de migrantes en los pueblos criollos de la selva del Bajo Urubamba y el Ucayali y, el Alto Madre de Dios, más un grupo indeterminado, aunque pequeño, de itinerantes. Las comunidades son dos en el departamento de Madre de Dios, tres en el de Ucayali y una en el del Cuzco.
Es una lengua de alto riesgo de extinción; pues su potencial demográfico es bajo y su vulnerabilidad sociocultural muy alta. Las recientes explotaciones de hidrocarburos en la selva sur peruana ponen en mayor riesgo la desaparición de esta lengua altamente compleja.